# Flughafen Chandigarh

i7
i11
i13
Der ca. 314 m hoch gelegene Flughafen Chandigarh (englisch Chandigarh Airport; auch Shaheed-e-Azam Bhagat Singh Airport, IATA-Code: IXC, ICAO-Code: VICG) ist ein internationaler Flughafen ca. 20 km (Fahrtstrecke) südöstlich der in den 1950er Jahren vom schweizerischen Architekten Le Corbusier mit einem rechtwinkligen Straßenmuster geplanten Stadt Chandigarh, der gemeinsamen Hauptstadt der beiden Bundesstaaten Punjab und Haryana im Norden Indiens.

## Geschichte
Der ursprünglich als Militärflughafen konzipierte Airport wurde Ende der 1950er Jahre in Betrieb genommen. In den 1970er Jahren wurde ein ziviler Teil abgetrennt und es fanden die ersten Linienflüge ins ca. 250 km südlich gelegene Delhi statt. Im Jahr 2011 wurde das heutige internationale Terminal fertiggestellt, doch es fanden zunächst nur nationale Flüge statt. Erst im Jahr 2016 begannen die ersten Linienflüge in die Golfstaaten.

## Verbindungen
Verschiedene indische Fluggesellschaften betreiben z. T. mehrmals tägliche Linienflüge nach Delhi, Mumbai, Kalkutta, Lucknow, Ahmedabad, Bangalore und anderen Flugzielen (z. B. nach Srinagar und Leh). Die einzige internationale Verbindung besteht nach Sharjah.

## Sonstiges
- Betreiber des zivilen Teils des Flughafens ist die Airports Authority of India.
- Es gibt eine Start-/Landebahn mit 3170 m Länge.